# Grande vitesse ferroviaire aux États-Unis
 (janvier 2022).
Si vous disposez d'ouvrages ou d'articles de référence ou si vous connaissez des sites web de qualité traitant du thème abordé ici, merci de compléter l'article en donnant les références utiles à sa vérifiabilité et en les liant à la section « Notes et références ».

Carte représentant les principaux projets de développement de la grande vitesse ferroviaire aux États-Unis.

En 2024, la grande vitesse ferroviaire n'existe pas encore aux États-Unis, où les trains Acela Express n'atteignent la vitesse de 240 km/h que sur de relativement courtes distances dans le Nord-Est des États-Unis.
Il existe cependant plusieurs projets afin d'établir avant la fin de la décennie 2020 de nouvelles lignes à grande vitesse à travers le pays, les principaux étant ceux de Brightline en Floride, Texas Central au Texas, le California High-Speed Rail en Californie, et Brightline West entre la Californie et le Nevada.
Depuis 2021, l'État fédéral apporte plusieurs dizaines de milliards de dollars notamment à travers un grand Plan de modernisation des infrastructures (en) lancé par l'administration Biden.

## Description des lignes à grande vitesse aux États-Unis

### LigneBrightlineen Floride (Miami-Orlando)
A fin 2023 le projet le plus avancé est celui de la compagnie privée Brightline en Floride, qui a succédé au projet public Florida High Speed Rail, abandonné dans les années 2010. Inaugurée en septembre 2023, la ligne Miami-Orlando ne permet toutefois aux trains d'atteindre la vitesse maximum de 200 km/h que sur un court tronçon de 55 kilomètres, la majeure partie de la ligne restant limitée à 177 km/h.

### LigneBrightline West(Las Vegas-Los Angeles)
Le 22 avril 2024, un chantier de train de grande vitesse reliant Los Angeles à Las Vegas le long de la Interstate 15 devant entrer en service en 2028 débute.

### LigneTexas Centralau Texas (Dallas-Houston)
Texas Central Railway est une compagnie ferroviaire, créée en 2010, qui a pour objectif de créer, avec des fonds privés, une ligne à grande vitesse entre Dallas et Houston dans l'état du Texas.

### LigneCalifornia High-Speed Railen Californie
Le California High-Speed Rail est un réseau de lignes à grande vitesse actuellement en construction en Californie. À l'origine, en 2008, il s'agissait de relier San Francisco à Los Angeles par une voie longue de 600 km. Les couts et les oppositions locales amènent à une réduction drastique du projet : en 2021 seule la section de Merced à Bakersfield (200 km) est retenue.

### Ligne Portland (Oregon) - Vancouver (Canada)
En 2024, le projet de ligne Portland (Oregon) - Vancouver (Canada) est envisagé, soutenu par l'administration Biden.

### Ligne Atlanta (Géorgie) - Charlotte (Caroline du Nord)
En 2024, le projet de ligne Atlanta (Géorgie) - Charlotte (Caroline du Nord) est envisagé, soutenu par l'administration Biden.